# Suchodębie (województwo pomorskie)
Suchodębie – osada w Polsce położona w województwie pomorskim, w powiecie bytowskim, w gminie Miastko.